# 汉内·格龙斯
汉内·格龙斯（瑞典語：Hanne Gråhns，1992年8月29日—），瑞典女子足球运动员。她曾入选2016年夏季奥林匹克运动会瑞典女子足球队替补名单，结果队伍在比赛上获得一枚银牌。